# John Nienstedt
John Clayton Nienstedt (ur. 18 marca 1947 w Detroit) – amerykański duchowny katolicki, arcybiskup metropolita Saint Paul i Minneapolis w latach 2008–2015.

## Życiorys
Jest drugim z sześciorga dzieci Johna i Elisabeth. Do kapłaństwa przygotowywał się w Seminarium Najświętszego Serca w Detroit, a także w Rzymie, na Uniwersytecie Gregoriańskim, gdzie w roku 1972 uzyskał licencjat z teologii. 27 lipca 1974 w kościele NSPJ w Dearborn, Michigan otrzymał święcenia kapłańskie. Służył następnie jako duszpasterz, a także sekretarz kardynała Johna Deardena. Towarzyszył kardynałowi podczas konklawe w sierpniu 1978 roku, gdzie poznał przyszłego papieża Jana Pawła II. W roku 1979 został wikariuszem generalnym archidiecezji Detroit. Rok później rozpoczął pracę w Sekretariacie Stanu w Rzymie. W roku 1985 uzyskał doktorat z teologii w Papieskim Instytucie św. Alfonsa. Po powrocie do kraju w 1986 pracował m.in. jako wykładowca w Orchard Lake i rektor swego alma mater Seminarium Najświętszego Serca. Od roku 1990 prałat honorowy Jego Świątobliwości.
12 czerwca 1996 otrzymał nominację na pomocniczego biskupa Detroit ze stolicą tytularną Alton. Sakry udzielił mu kardynał Adam Maida. 12 czerwca 2001 mianowany został biskupem diecezji New Ulm w Minnesocie. Tuż po rozpoczęciu rządów skrytykował on bardzo progresywne poglądy swego poprzednika. W Konferencji Biskupów Amerykańskich zasiadał wówczas w komisjach ds. Formacji Kapłańskiej i ds. Służby Zdrowia i Kościoła. 24 kwietnia 2007 został koadiutorem  z prawem następstwa arcybiskupa St. Paul i Minneapolis. Sukcesję przejął 2 maja 2008 roku. Obecnie zasiada w Komisji ds. Różnorodności Kulturowej w Kościele i Komitecie ds. Ekumenizmu i Dialogu Międzyreligijnego. 
Abp Nienstedt w swym nauczaniu sprzeciwiał się stanowczo małżeństwom tej samej płci, badaniom nad komórkami macierzystymi, a podczas wyborów prezydenckich w 2008 podkreślał również potrzebę postawy katolików i polityków katolickich zgodnej z nauczaniem Kościoła.

## Rezygnacja po oskarżeniach o zaniedbania w ochronie dzieci
15 czerwca 2015 papież Franciszek przyjął jego rezygnację z powodu oskarżeń o zaniedbania w ochronie dzieci przed nadużyciami seksualnymi ze strony duchownych archidiecezji. Wraz z arcybiskupem do dymisji podał się biskup pomocniczy Lee Piché.
W 2016 roku został skierowany do pomocy proboszczowi w parafii św. Filipa w Battle Creek w diecezji Kalamazoo w stanie Michigan.